# Tipula (Vestiplex) leucophaea
Tipula (Vestiplex) leucophaea is een tweevleugelige uit de familie langpootmuggen (Tipulidae). De soort komt voor in het Nearctisch gebied.